# Ksaverivka, Vasîlkiv
Ksaverivka (în ucraineană Ксаверівка) este localitatea de reședință a comunei Ksaverivka din raionul Vasîlkiv, regiunea Kiev, Ucraina.

## Demografie
Componența lingvistică a localității Ksaverivka
     Ucraineană (97,27%)
     Rusă (2,34%)
     Alte limbi (0,16%)
Conform recensământului din 2001, majoritatea populației localității Ksaverivka era vorbitoare de ucraineană (97,27%), existând în minoritate și vorbitori de rusă (2,34%).